# Wilford Brimley
Anthony Wilford Brimley (Salt Lake City, Utah, 1934. szeptember 27. – St. George, Utah, 2020. augusztus 1.) amerikai színész, énekes.

## Fontosabb filmjei
Mozifilmek
- A félszemű seriff (True Grit) (1969)
- A törvény nevében (Lawman) (1971)
- Kína szindróma (The China Syndrome) (1979)
- A Las Vegas-i lovas (The Electric Horseman) (1979)
- Bilincs (Brubaker) (1980)
- Határsáv (Borderline) (1980)
- A szenzáció áldozata (Absence of Malice) (1981)
- A dolog (The Thing) (1982)
- Kínai kaland (High Road to China) (1983)
- Az Úr kegyelméből (Tender Mercies) (1983)
- Éjféli leszámolás (10 to Midnight) (1983)
- Harry és fia (Harry & Son) (1984)
- Őstehetség (The Natural) (1984)
- Farmerek között (Country) (1984)
- Selyemgubó (Cocoon) (1985)
- Fegyvertelen, de veszélyes (Remo Williams: The Adventure Begins) (1985)
- Holtvágányon (End of the Line) (1987)
- Selyemgubó 2. – A visszatérés (Cocoon: The Return) (1988)
- A cég (The Firm) (1993)
- Tökéletes célpont (Hard Target) (1993)
- Az ég küldötte (Heaven Sent) (1994)
- Álnokok és elnökök (My Fellow Americans) (1996)
- A boldogító nem (In & Out) (1997)
- A bűn nélküli város (Brigham City) (2001)
- Hova lettek Morganék? (Did You Hear About the Morgans?) (2009)
- Timber, a kincskereső csodakutya (Timber the Treasure Dog) (2016)

Tv-filmek
- Rodeós lány (Rodeo Girl) (1980) (TV Movie)
- Joe Dancer: A nagy fekete pirula (The Big Black Pill) (1981)
- Star Wars: Ewoks – Harc az Endor bolygón (Ewoks: The Battle for Endor) (1985)
- A hatalom megfizet (Act of Vengeance) (1986)
- A véres folyó (Blood River) (1991)
- Régi jó cimborák (The Good Old Boys) (1995)
- Lángoló préri (Crossfire Trail) (2001)
- Lucy, az aranyásó (The Ballad of Lucy Whipple) (2001)

Tv-sorozatok
- The Waltons (1974–1974, tíz epizódban)
- Our House (1986–1988, 46 epizódban)
- Walker, a texasi kopó (Walker, Texas Ranger) (1995, egy epizódban)